# Municipio de Maumelle (condado de Perry)
El municipio de Maumelle (en inglés: Maumelle Township) es un municipio ubicado en el condado de Perry en el estado estadounidense de Arkansas. En el año 2010 tenía una población de 476 habitantes y una densidad poblacional de 2,77 personas por km².

## Geografía
El municipio de Maumelle se encuentra ubicado en las coordenadas 34°53′29″N 92°50′55″O / 34.89139, -92.84861. Según la Oficina del Censo de los Estados Unidos, el municipio tiene una superficie total de 171.74 km², de la cual 171,49 km² corresponden a tierra firme y (0,14 %) 0,25 km² es agua.

## Demografía
Según el censo de 2010, había 476 personas residiendo en el municipio de Maumelle. La densidad de población era de 2,77 hab./km². De los 476 habitantes, el municipio de Maumelle estaba compuesto por el 97,9 % blancos, el 0,21 % eran afroamericanos, el 0,21 % eran amerindios, el 0,42 % eran asiáticos y el 1,26 % eran de una mezcla de razas. Del total de la población el 1,26 % eran hispanos o latinos de cualquier raza.